# Geoff Cochrane
Geoffrey O'Neill Cochrane (Wellington, 1951-Wellington, 14 de noviembre de 2022) fue un poeta, novelista y escritor de cuentos neozelandés. Publicó diecinueve colecciones de poesía, una novela y una colección de ficción corta. Muchas de sus obras se desarrollaron en su ciudad natal o sus alrededores, y sus batallas personales con el alcoholismo fueron una fuente frecuente de inspiración.

## Vida y carrera
Cochrane nació en Wellington en 1951 y asistió al St Patrick's College. Su familia era católica, y ha descrito a su padre como un "pintor frustrado". Su padre trabajaba para la organización de apuestas de Nueva Zelanda, New Zealand Racing Board.
Sus primeras cinco colecciones de poesía fueron publicadas por editoriales privadas, comenzando con Images of Midnight City en 1976. Comenzó a escribir a tiempo completo en 1990, después de dejar el alcohol. En 1992, Victoria University Press (VUP) publicó como Aztec Noon una colección de poemas de sus colecciones anteriores, más 27 poemas nuevos. Su publicista en VUP, Kirsten McDougall, señaló que "su trabajo fue ampliamente ignorado por quienes otorgan premios y asientos en festivales". El Oxford Companion to New Zealand Literature describe su poesía como "sobria en forma y precisa en lenguaje", y de un "estado de ánimo a menudo melancólico". El alcoholismo y Wellington aparecen a menudo en su poesía.
Cochrane publicó dos novelas, Tin Nimbus (1995) y Blood (1997). Ambos tratan sobre las experiencias de un alcohólico con instituciones a fines de la década de 1970 en Wellington, que reflejan las experiencias personales de Cochrane.  Tin Nimbus fue finalista regional en el Premio de Escritores de la Commonwealth de 1996 al mejor primer libro. Una reseña de Blood para The Sunday Star-Times dijo que Cochrane "ha inyectado en esta novela pura la futilidad y el desconcierto, el miedo y el odio de la vida cotidiana"; The Evening Post lo comparó con el trabajo posterior de Jack Kerouac. De su ficción corta, recopilada en Astonished Dice (2014), el crítico Grant Smithies para The Sunday Star Times ha dicho que Cochrane "tiene la economía de un poeta con el lenguaje, la comprensión del dolor de un alcohólico, el sentido del misterio de un católico no practicante; el ojo de un director de fotografía para una imagen fuerte".
En 2009 recibió el Premio Janet Frame de Poesía.  En ocho de los doce años desde 2003 hasta 2014, y en 2019 y 2020, sus poemas fueron seleccionados para la antología en línea. Su entrada de 2007 en la antología, "Quimioterapia", se escribió sobre la muerte del autor neozelandés Nigel Cox. En 2010 recibió el primer premio Nigel Cox Unity Books.
En 2014, Cochrane fue nombrado Laureado de la Fundación de las Artes de Nueva Zelanda como uno de los "artistas en ejercicio más destacados" de Nueva Zelanda.
Cochrane murió en su casa de Wellington el 14 de noviembre de 2022. Chris Tse, poeta de Nueva Zelanda, escribió un poema en homenaje titulado "Starship (versión)".

## Trabajos seleccionados

### Otro trabajo
- Tin Nimbus (1995, novela) ISBN 9780864732798[7]
- Sangre (1997, novela) ISBN 9780864733269[8]
- Astonished Dice (2014, ficción corta) ISBN 9781776560127[9]